# مندان (مقاطعة تشرام)
مندان (بالفارسية: مندان) هي قرية تقع في قسم بشتة ذيلايي الريفي (مقاطعة تشرام) في إيران. يقدر عدد سكانها بـ 593 نسمة بحسب إحصاء 2016.